# Miss Universo 1965
Miss Universo 1965 fue ganado por Apasra Hongsakula de Tailandia. Se realizó en el Miami Beach Auditorium en Miami Beach, Florida, Estados Unidos el 24 de julio de 1965.

## Resultados
| Resultado Final    | Concursante |
| ------------------ | --- |
| Miss Universo 1965 | - Tailandia - Apasra Hongsakula |
| Primera Finalista  | - Finlandia - Virpi Miettinen |
| Segunda Finalista  | - Estados Unidos - Sue Downey |
| Tercera Finalista  | - Suecia - Ingrid Norman |
| Cuarta Finalista   | - Holanda - Anja Schuit |
| Top 10             | - Australia - Pauline Verey - Brasil - Maria De Andrade - Canadá - Carol Tidey - Colombia - María Ocampo - Dinamarca - Jeannette Christjansen |
| Top 15             | - Filipinas - Louise Aurelio - Grecia - Aspa Theologitou - Israel - Aliza Sedeh - Perú - Frieda Holler - Sudáfrica - Veronika Prigge          |

## Premios Especiales
| Premio               | Concursante                        |
| -------------------- | ---------------------------------- |
| Mejor Traje Nacional | - Estados Unidos - Sue Ann Downey  |
| Miss Simpatía        | - Alemania Federal - Ingrid Bethke |
| Miss Fotogénica      | - Austria - Karin Schmidt          |

## Concursantes
| - Alemania Federal - Ingrid Bethke - Aruba - Dorinda Croes - Australia - Pauline Verey - Austria - Karin Ingberg Schmidt - Bahamas - Janet Thompson - Bélgica - Lucy Emilie Nossent - Bermudas - Sylvia Elaine Simons - Bolivia - Patricia Estensoro Terazas - Brasil - Maria Raquel Helena De Andrade - Canadá - Carol Ann Tidey - Ceilán - Shirlene Minerva De Silva - Colombia - María Victoria Ocampo Gómez - Corea del Sur - Kim Eun-Ji - Costa Rica - Mercedes Pinagal Soto - Cuba - Alina De Varona Rodríguez - Curazao - Ninfa Elveria Palm - Dinamarca - Jeannette Christjansen - Ecuador - Patricia Susana Ballesteros - Escocia - Mary Young - España - Alicia Borras Ricart - Estados Unidos - Sue Ann Downey - Filipinas - Louise Vail Aurelio - Finlandia - Virpi Liisa Miettinen - Francia - Marie-Therese Tullio - Gales - Joan Boull - Grecia - Aspa Theologitou - Guayana británica - Cheryl Viola Cheeng - Holanda - Anja Christina Maria Schuit | - Hong Kong - Joy Drake Meng-Fui - Islandia - Bara Magnusdóttir - India - Persis Khambatta † - Inglaterra - Jennifer Warren Gurley - Irlanda - Anne Elizabeth Neill - Israel - Aliza Sadeh - Italia - Erika Jorger - Jamaica - Virginia Hope Redpath - Japón - Mari Katayama - Luxemburgo - Marie-Anne Geisen - Malasia - Patricia Augustus - México - Janeth Acosta - Noruega - Britt Aaberg - Nueva Zelanda - Gay Lorraine Phelps - Okinawa - Leiko Arakaki - Panamá - Sonia Inés Ríos - Paraguay - Stella Castell Vallet - Perú - Frieda Rosario Holler Figallo - Portugal - Maria Do Como Paraíso Sancho - Puerto Rico - Gloria Mercedes Cobain Díaz - Sudáfrica - Veronika Edelgarda Hilda Prigge - Suecia - Ingrid Norrman - Suiza - Yvette Revelly - Tailandia - Apassara Hongsakula - Túnez - Dolly Allouche - Turquía - Nebahat Çehre - Uruguay - Sonia Raquel Gorbaáan Barsante - Venezuela - María Auxiliadora De Las Casas McGill |

## Panel de Jueces
- Troy Donahue
- Gladys Zender, Miss Universo 1957 de Perú

- Datos: Q74135